# Attentato alla stazione ferroviaria di Kunming
L'attentato alla stazione ferroviaria di Kunming è un attentato, compiuto da sconosciuti, avvenuto il 1º marzo 2014. Nell'attentato furono utilizzate armi bianche e nel corso della strage morirono circa 30 persone, tra cui 4 membri del gruppo che assaltarono la stazione, mentre più di 100 rimasero ferite.
Il governo cinese reagì all'attentato rivolgendo accuse agli Uiguri, che, secondo Pechino, sarebbero i responsabili materiali della strage. Il segretario del Partito Comunista Cinese, Xi Jinping, ordinò alle forze di sicurezza di indagare e risolvere il caso.

## Attacco
Intorno alle 21:20 ora locale del 1º marzo 2014, un gruppo di individui completamente vestiti di nero entrarono nella stazione di Kunming, iniziando ad attaccare qualsiasi persona fosse a loro vicina. 
Complessivamente gli assalitori uccisero 29 persone, e ne ferirono 143 (di cui 7 poliziotti). Anche due guardie addette alla sicurezza della stazione rientrarono nel conteggio delle vittime. I feriti furono trasportati in 11 diversi ospedali di Kunming. Inizialmente la polizia tentò di fermare l'attacco utilizzando proiettili a gas lacrimogeni, ma senza successo; fu dunque presa la decisione di aprire il fuoco. Degli otto attentatori 4 vennero uccisi, 3 fuggirono e una donna venne catturata e portata in ospedale, poiché ferita.
La China News Service riportò le parole di un testimone, Mr. Tan, il quale ricordava di aver visto all'improvviso un gruppo di 7-8 persone che ha iniziato improvvisamente a colpire senza motivo la gente, non curandosi minimamente se si trattasse di bambini o di anziani.

## Intervento della polizia
Secondo la China Central Television, fra i primi agenti che giunsero sul posto 10 minuti dopo l'allarme, tre di essi possedevano soltanto coltelli, mentre l'unico munito di un'arma da fuoco, dopo che non si era riusciti ad utilizzare i gas lacrimogeni, ha sparato ai quattro attentatori. Dopo l'incidente tutti i treni che originariamente dovevano giungere alla stazione di Kunming sono stati deviati verso altre stazioni vicine, fino alle 23:00 locali, quando il servizio ha poi ripreso regolarmente. 
La Croce Rossa Cinese ha inviato nello Yunnan, il mattino seguente, un gruppo di personale medico e infermieristico per supportare i medici già presenti in zona e per curare alcuni abitanti colpiti da attacchi di panico. 
Sempre il 2 marzo 2014 la polizia ha iniziato a perlustrare la zona intorno alla stazione di Kunming. Verso le 13:00, la polizia ha rilasciato delle informazioni riguardanti due sospetti fuggitivi, un uomo e una donna. 
Qin Guangrong, segretario del Partito Comunista dello Yunnan, il 4 marzo 2014 ha annunciato che è stata raggiunta la quota sufficiente affinché i feriti non avrebbero dovuto pagare spese mediche. Ha inoltre posto l'attenzione come la prevenzione per attacchi terroristici nella regione non fosse adeguata, ed ha anche ammesso una inadeguatezza delle risorse e dell'intervento delle forze dell'ordine.

## Gli attentatori
Il 3 marzo 2014, il Ministero della Pubblica Sicurezza ha annunciato che la polizia è riuscita ad arrestare i tre rimanenti sospettati, tra cui Abdurehim Kurban, considerato il leader del gruppo. 
Uno dei membri ha confessato ed ha spiegato il piano originale alla polizia : consisteva nel partecipare ad una Guerra Santa, ma all'estero, non in Cina. Tuttavia, non avendo ricevuto il permesso di lasciare il Paese, ritornarono dunque nello Yunnan e decisero che l'attacco avrebbe avuto luogo in Cina. Delle voci, da parte di diverse agenzie, sottolinearono come la maggior parte degli aggressori possa appartenere alla minoranza degli uiguri, diffusi principalmente a nord del paese. I membri probabilmente sono originari della città di Hotan che ha ospitato una manifestazione proprio di questa minoranza nel giugno 2013 e che fu violentemente soppressa dalla polizia, causando 15 morti e 50 feriti.